# 1364 Safara
Az 1364 Safara (ideiglenes jelöléssel 1935 VB) a Naprendszer kisbolygóövében található aszteroida. Louis Boyer fedezte fel 1935. november 18-án, Algírban.